# TJB POWER FM
TJB FM 또는 TJB 파워FM은 대한민국 대전세종충남권의 민영 방송사인 TJB의 음악 전문 라디오 방송 채널로, 1998년 3월 2일에 개국하였다.

## 개요
주로 대중 음악을 중심으로 방송하며 편성을 두고 있다. 그리고 여러 지역민방과 제휴하여 지역민방 라디오 채널에도 일부 파워FM의 프로그램을 송출해주고 있다.

### 로고송
- 우리 고장 우리 방송 TJB (1998 ~ 2012)
- 두두두 두두 랄랄랄랄라 ~ TJB 파워FM ~ (2013 ~ 현재)
- 언제나 다정한 친구 TJB 따뜻한 마음 TJB FM 아름다운 세상을 만들어요 향기로운 음악이 가득 함께 느껴요 TJB 파워FM (2012 ~ 현재)

## 역사
TJB 파워FM의 첫 방송은 1998년 3월 2일이다. 개국전 3개월간 시험 방송을 하였으며, 시험 방송 기간에는 음악만을 송출하였다. 개국후 한동안 자체편성만으로 꾸려졌으나 1997년 외환 위기가 불어닥치면서 광고 수주 및 프로그램 제작에 차질이 빚어지자 12월 11일 SBS와 라디오방송에 관한 업무제휴 협정을 맺고 라디오 네트워크에 편입되었다. 이와 동시에 라디오 뉴스가 1998년도 처음으로 편성되었고 이때까지는 높은 자체편성 비율을 기록했으며 95.7㎒ 송신소는 식장산에 위치해 있는데, 그러다 해를 거듭할수록 자체편성 비율이 축소되기 시작해 2001년 40% 내외로 축소되었고 2002년 1월 1일에는 서산 원효봉에도 중계시설을 개소 및 완공하면서 충남 서해안 지역에서 더욱 더 깨끗한 수신이 가능하게 되었고 2021년 6월 24일에는 천안 흑성산, 보령 옥마산에서 중계시설을 개소하였으며 2021년 7월 18일에는 천안 흑성산, 보령 옥마산에도 중계시설을 완공하여 방송권역내 대부분지역에서 TJB의 FM라디오를 더욱 더 깨끗한 수신이 가능하면서 청취할 수 있게 되었다.

## 연혁
- 1998년 3월 2일 : TJB 파워FM 개국(호출부호 HLDF-FM, FM 95.7㎒).
- 2002년 1월 1일 : TJB 파워FM 서산 원효봉중계소 개국(FM 96.5㎒).
- 2021년 6월 24일 : TJB 파워FM 보령 옥마산중계소 개소(FM 96.1㎒).
- 2021년 7월 18일 : TJB 파워FM 천안 흑성산중계소 완공(FM 95.5㎒).

## 방송 권역 (TJB 파워FM 대전세종충남권 기준)
- 대전광역시, 세종특별자치시, 충청남도 전 지역, 충북 일부 지역

## 방송 송출 시설망
| 송신소        | 주파수    | 출력 | 호출부호 | 송신소 위치                             | 방송구역                   |
| ------------- | --------- | ---- | -------- | --------------------------------------- | -------------------------- |
| 식장산 송신소 | FM 95.7㎒ | 5㎾  | HLDF-FM  | 대전 동구 낭월동 300                    | 대전·세종·충남·충북 전지역 |
| 원효봉 중계소 | FM 96.5㎒ | 500W | HLDF-FM  | 충남 서산시 해미면 산수리 산25-1        | 대전·세종·충남·충북 전지역 |
| 흑성산 중계소 | FM 95.5㎒ | 100W | HLDF-FM  | 충남 천안시 동남구 목천읍 교촌리 산32-4 | 대전·세종·충남·충북 전지역 |
| 옥마산 중계소 | FM 96.1㎒ | 100W | HLDF-FM  | 충남 보령시 성주면 개화리 산23-4        | 대전·세종·충남·충북 전지역 |

## 방송 프로그램
| TJB POWER FM    | TJB POWER FM      | TJB POWER FM | TJB POWER FM |
| 프로그램명      | 방송시간          | DJ           | 방송분량     |
| --------------- | ----------------- | ------------ | ------------ |
| 뮤우직포차      | 매일 밤 1시~2시   | 최승희       | 1시간        |
| 심야영화관      | 매일 새벽 2시~3시 | 유지수       | 1시간        |
| 뮤직에세이      | 매일 오전 5시~6시 | 박세종       | 1시간        |
| 좋은날 좋은아침 | 매일 오전 6시~7시 | 김수영       | 1시간        |
| 가요캠프        | 매일 오후 4시~5시 | 최덕환       | 120분        |
| 해피투게더      | 매일 저녁 6시~7시 | 홍유주       | 120분        |

## 시보 멘트
- | “ | 95.7㎒, TJB 파워FM입니다. HLDF | ” |
- | “ | 95.7 96.5㎒, TJB 파워FM입니다. HLDF | ” |
- | “ | 95.7 96.5 95.5 96.1㎒, TJB 파워FM입니다. HLDF | ” |

- | “ | 95.7 96.5㎒, TJB 파워FM입니다. | ” |
- | “ | 95.7 96.5 95.5 96.1㎒, TJB 파워FM입니다. | ” |

## 시보 광고

### 정각 시보
- 대전대학교
- 8282대리운전
- 33대리운전
- 대덕대학교
- 목원대학교
- 배재대학교
- 중부대학교
- 대전과학기술대학교
- 한국영상대학교
- TJB

### 30분 시보
- 대전대학교
- 8282대리운전
- 33대리운전
- 대덕대학교
- 목원대학교
- 배재대학교
- 중부대학교
- 대전과학기술대학교
- 한국영상대학교
- TJB

## 아나운서

### 현직
- 최승희 (2011년 ~)
- 이보현 (2014년 ~)
- 이은지 (2016년 ~)
- 유지수 (2024년 ~)
- 김수영 (2024년 ~)
- 박세종 (2024년 ~)

## 같이 보기
- TJB
- KNN 파워FM
- SBS 파워FM